# 第11独立自動車化歩兵大隊 (ウクライナ陸軍)
第11独立自動車化歩兵大隊（だい11どくりつじどうしゃかほへいだいたい、ウクライナ語: 11-й окремий мотопіхотний батальйон）は、ウクライナ陸軍の大隊。第59独立自動車化歩兵旅団隷下。

## 概要

### ドンバス戦争

#### ウクライナ領土防衛大隊

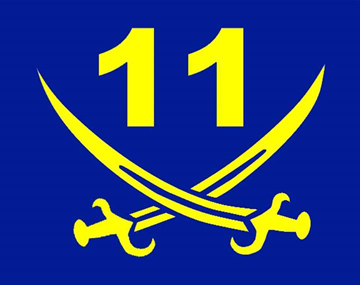
第11大隊旗

2014年3月19日、ドンバス戦争の影響に伴い、ウクライナ領土防衛大隊の第11キエフ大公国領土防衛大隊としてキーウ州で創設された。
2014年8月、ドンバス戦争に投入され、東部ドネツィク州、ルハーンシク州に配備され、オレクサンドル・フメニュク大隊長が戦死した。

#### ウクライナ陸軍
2014年10月、ウクライナ陸軍に編入し、第72独立機械化旅団隷下に配属され、第11独立自動車化歩兵大隊に改編された。
2014年12月8日、新編された第59独立自動車化歩兵旅団隷下に転属した。

## ギャラリー

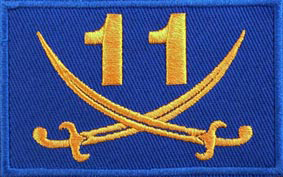
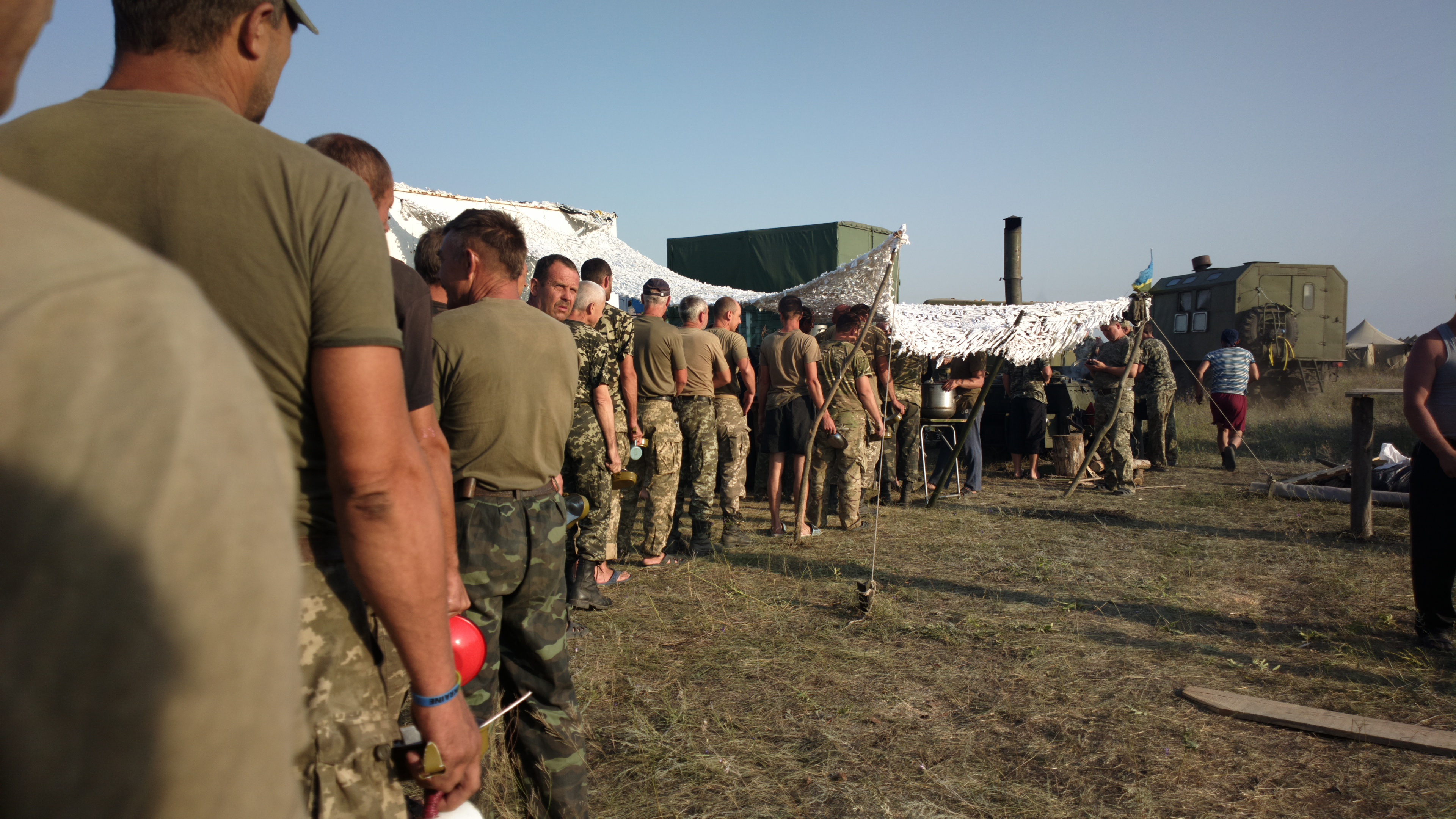
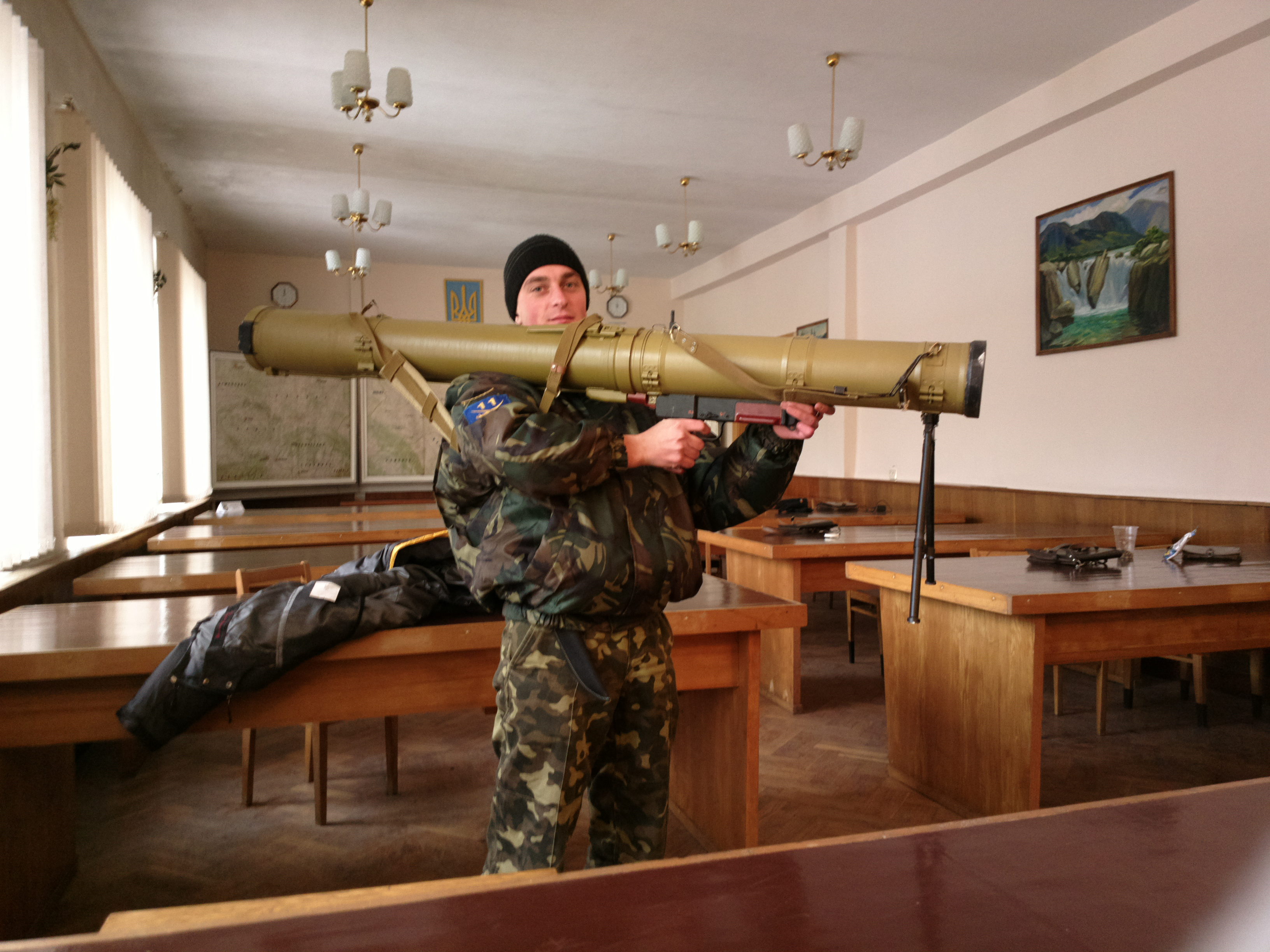
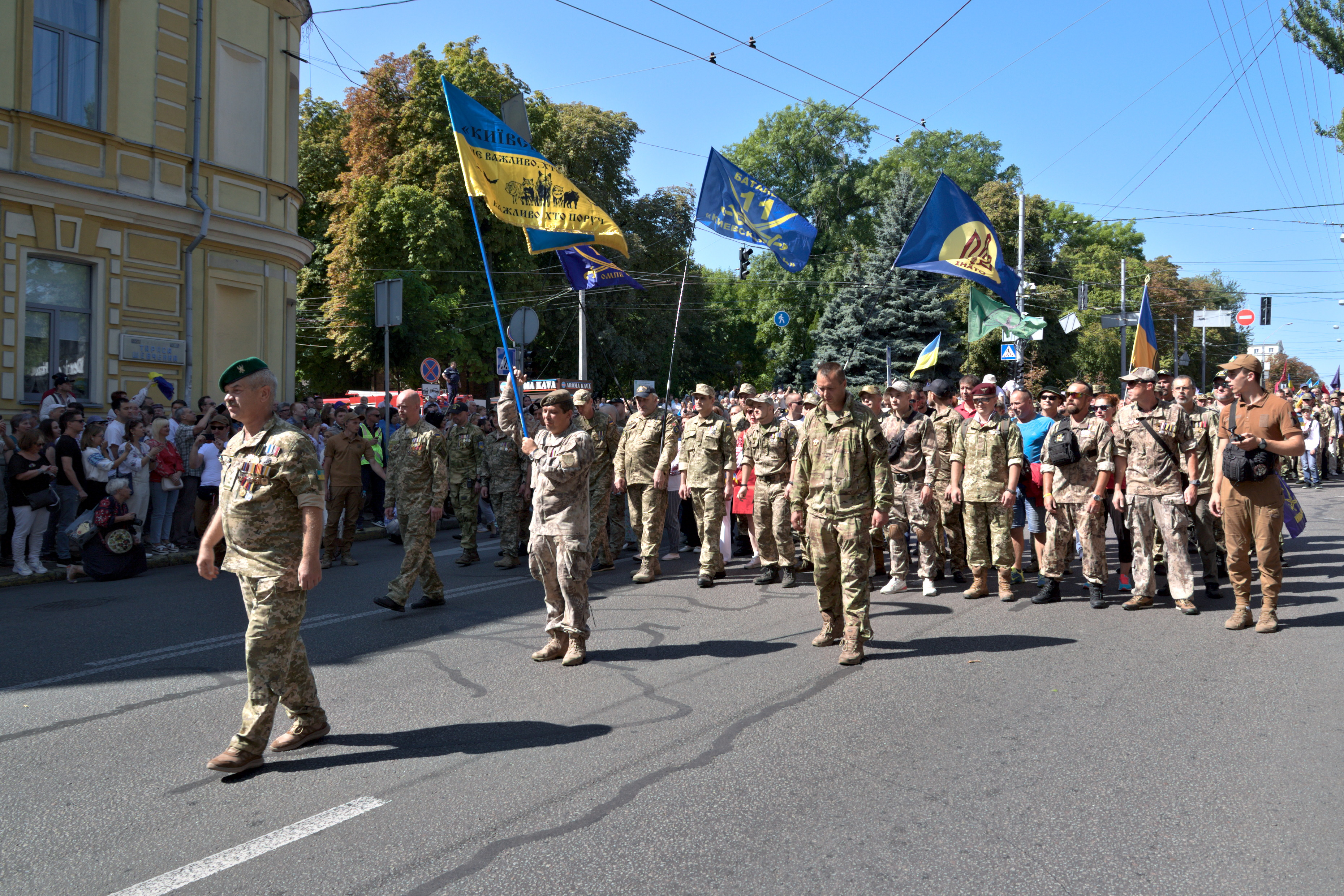

## 編制
- 大隊本部（ポディリシク）
- 第1自動車化歩兵中隊
- 第2自動車化歩兵中隊
- 第3自動車化歩兵中隊
- 火力支援中隊
- 迫撃砲中隊
- 偵察小隊
- 工兵小隊
- 整備小隊
- 補給小隊
- 通信小隊
- 衛生小隊